# Lobelia ehrenbergii
Lobelia ehrenbergii là loài thực vật có hoa trong họ Hoa chuông. Loài này được Vatke mô tả khoa học đầu tiên năm 1874.